# Komet (kortspel)
Komet är ett kortspel som tillhör gruppen stoppspel, och som i likhet med de andra spelen i denna grupp går ut på att bli av med de kort man har på handen. I komet tillkommer dessutom målsättningen att få betalt för utspel av vissa värdekort. 
Innan spelets början plockar man fram ruter ess, ruter kung, ruter dam, ruter knekt och ruter tio ur en annan kortlek och placerar dem mitt på bordet. På vart och ett av dessa kort ska, i varje giv, den som är i tur att dela ut korten lägga ett fastställt antal marker. Dessa marker inkasseras sedan av den spelare som under spelets gång kan spela ut motsvarande kort. 
Förhand inleder med att lägga ut ett valfritt kort. Den spelare som har det närmast högre kortet i samma färg lägger därefter ut detta, och på detta sätt fortsätter spelet tills det inte går att komma vidare. Den som lagt det sista kortet spelar sedan ut ett nytt valfritt kort.
Ruter nio kallas kometen. Den kan spelas utanför den ordinarie ordningsföljden och berättigar till nytt utspel. 
Den spelare som först blivit av med alla sina kort har vunnit given. Övriga spelare betalar vinnaren en mark för varje kort som finns kvar på handen. Den som eventuellt sitter med kometen på handen betalar dubbelt.